# 米歇爾·法蘭科
米歇爾·法蘭科（西班牙語：Michel Franco，1979年6月28日—）是墨西哥電影導演與製片。

## 生平
2012年，他的第二部劇情長片《露西亞離開之後》獲選進第65屆坎城影展一種注目單元，最後獲得最佳影片獎；2015年，他的第三部劇情長片《慢性病》，進入第68屆坎城影展競賽單元，最終獲得最佳劇本獎。

## 電影作品

### 劇情長片
- 2009年:《丹尼爾與安娜》(Daniel y Ana)
- 2012年:《露西亞離開之後》(Después de Lucía)
- 2015年:《慢性病（英语：Chronic (film)）》(Chronic)
- 2017年:《四月的女兒（英语：April's Daughter）》(La hijas de abril)
- 2020年:《美麗新秩序（英语：New Order (film)）》(Nuevo orden)
- 2021年：《日落灣城（英语：Sundown (2021 film)）》(Sundown)
- 2023年:《記憶（英语：Memory (2023 film)）》(Memory)

## 外部連結
- 米歇爾·法蘭科在互联网电影资料库（IMDb）上的資料（英文）